# ShKH vz. 77
Samohybná kanónová houfnice vz. 77 Dana (psáno též DANA – Dělo automobilní nabíjené automaticky) je československá samohybná kanónová houfnice (ShKH) ráže 152 mm s pohonem 8×8. Vývoj zbraně byl dokončen v roce 1976 ve slovenském podniku Konštrukta Trenčín a o rok později byla Dana zavedena do výzbroje ČSLA. V závodech ZŤS Dubnica nad Váhom bylo následně vyrobeno celkem 672 samohybných kanónových houfnic vz. 77.
Houfnice je umístěna na upraveném (motor V12 je např. uložen v zadní části ventilátorem směrem vzad a polonápravy mají ve směru jízdy opačné přesazení) podvozku nákladního automobilu Tatra 815, což jí v době vzniku odlišovalo od většiny ostatních samohybných děl, která byla instalována na pásových podvozcích. Vozidlo má filtroventilační zařízení umožňující činnost i v zamořených oblastech a je vybaveno systémem centrálního huštění kol. Stroj je vybaven nabíjecím automatem, v případě nouze je možné houfnici nabíjet ručně. Na střeše věže je lafetován 12,7mm kulomet DŠKM vz. 38/46.
Na základě samohybné houfnice DANA byly postupně vyvinuty nové či modernizované verze, přičemž například v případě ShKH ZUZANA se jedná o slovenský výrobek firmy Konštrukta Defence a. s. Trenčín. Modernizované verze původní ShKH Dana nabízejí i české společnosti holdingu Czechoslovak Group.

## Varianty

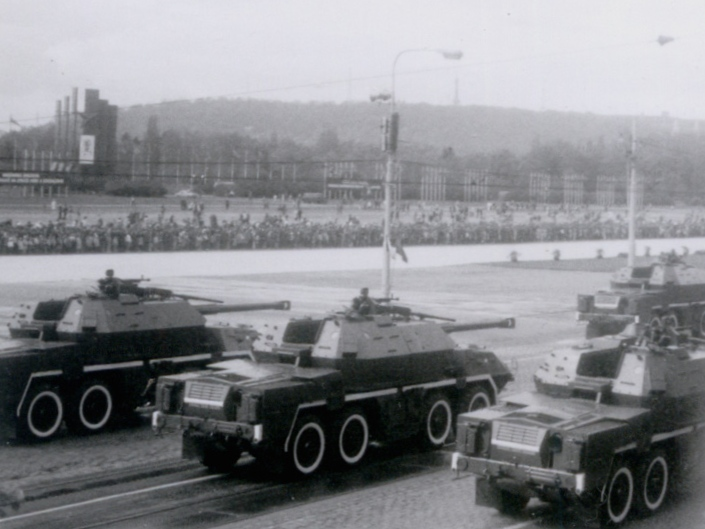
Houfnice Dana
během vojenské přehlídky 9. května 1985 v Praze na Letenské pláni

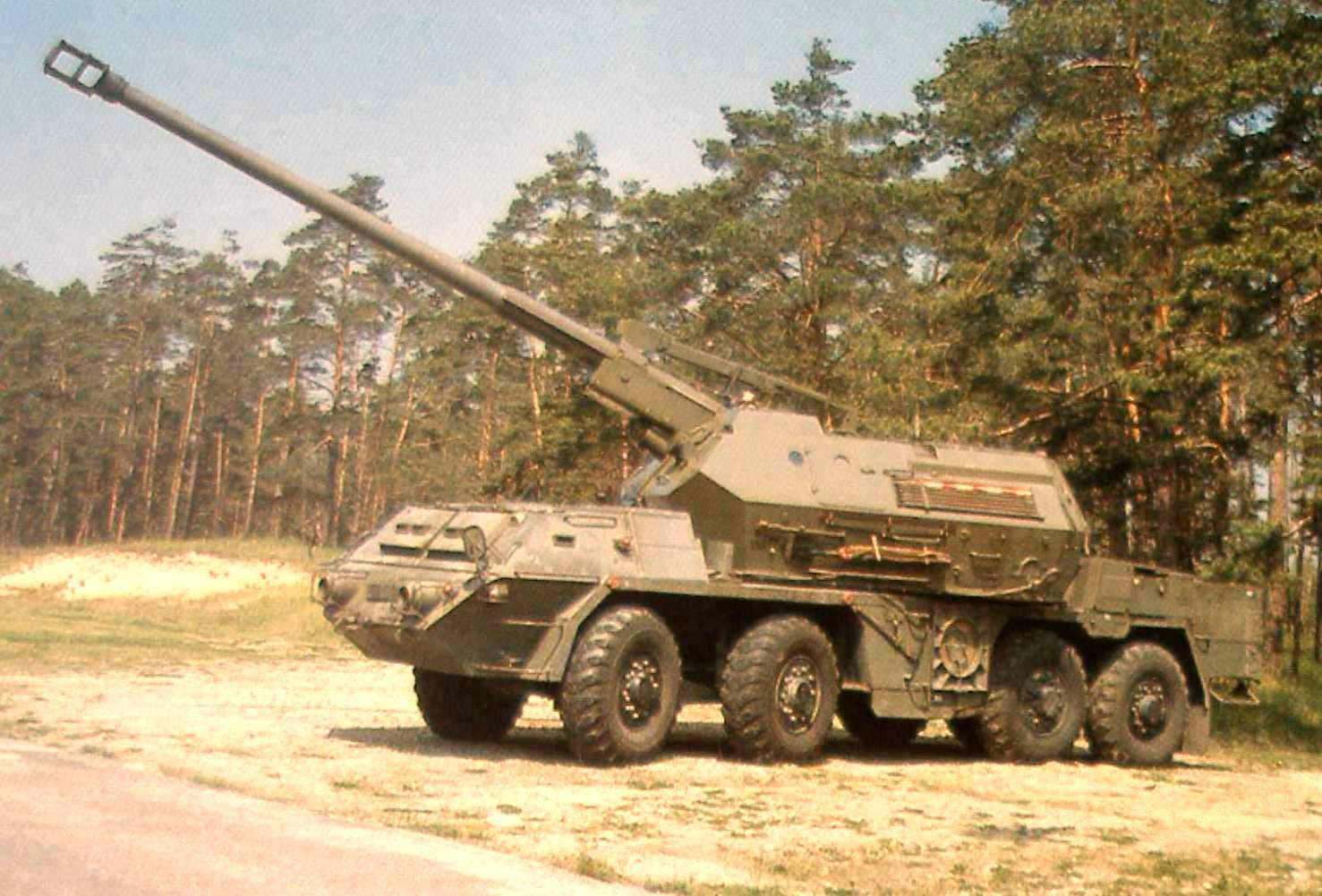
152 mm ShKH Ondava

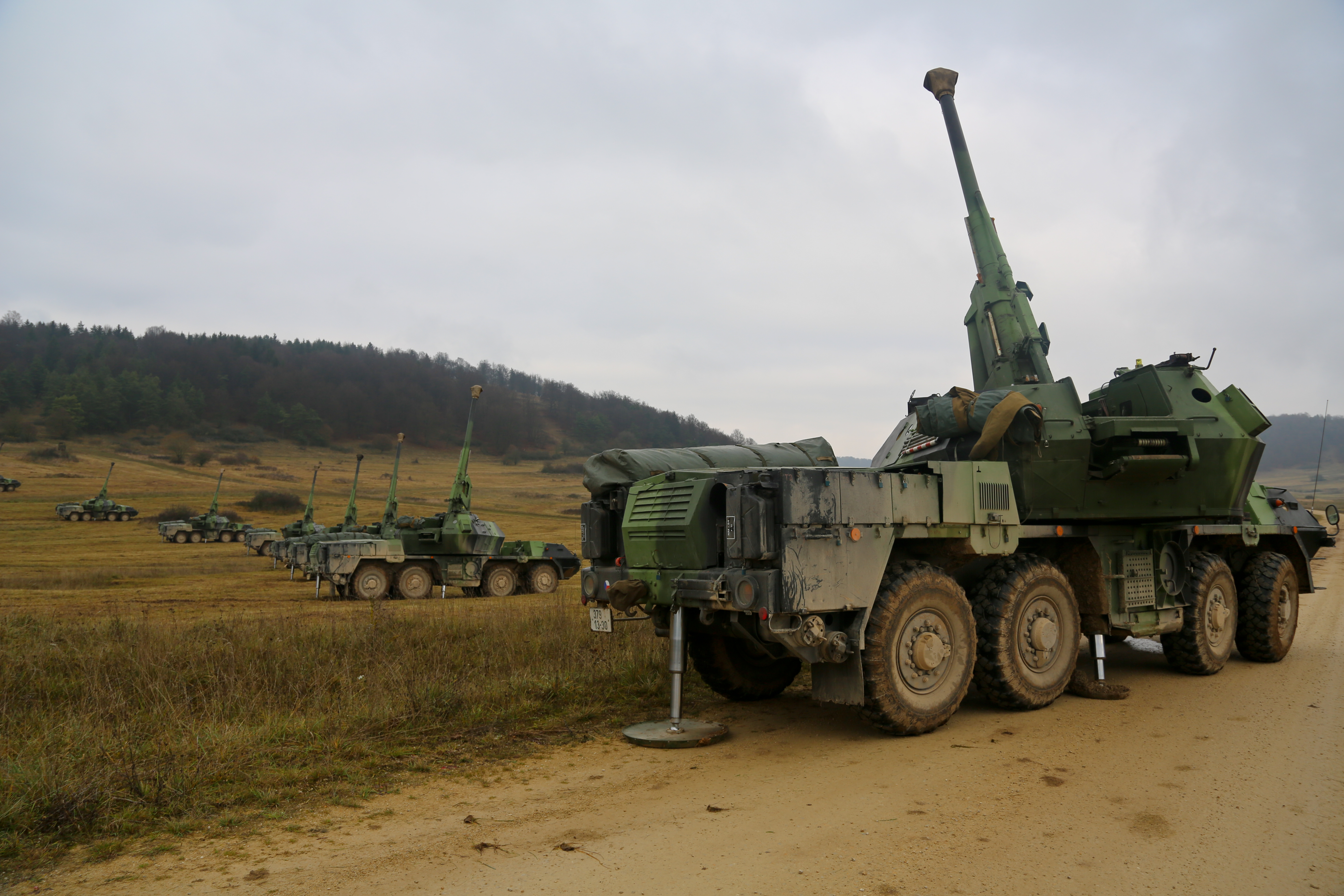
Baterie houfnic Dana
české armády na mnohonárodním cvičení v německém Hohenfelsu, listopad 2013

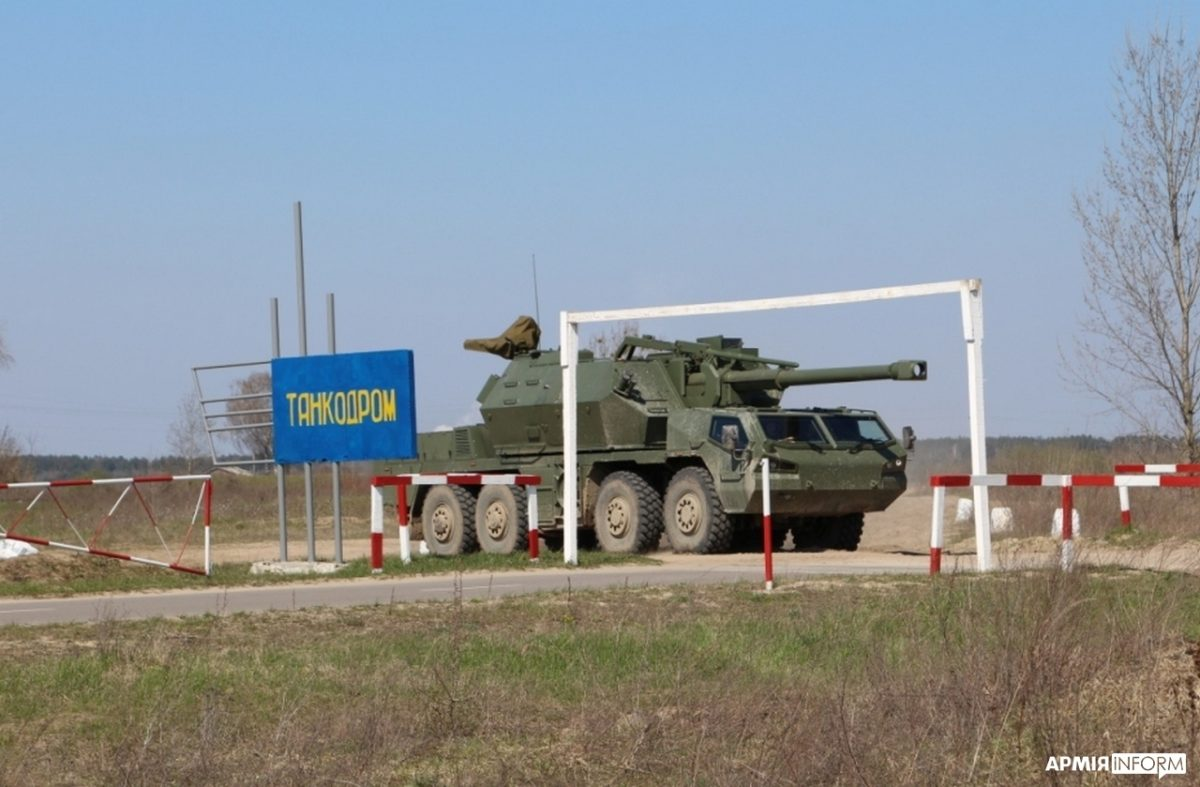
Dana M2 během zkoušek Ukrajinskými pozemními silami

- Dana – základní verze
- Dana M1 CZ – modernizovaná verze z roku 2011 od společnosti Excalibur Army s novým systémem řízení palby, vylepšeným podvozkem a přepracovanou kabinou.
- Dana M1 M – modernizovaná verze nabízená v roce 2016 společností Tatra Trucks.[3]
- Ondava – modernizovaná verze s prodlouženou hlavní, přepracovaným uložením hlavně, nabíjecím systémem, novou úsťovou brzdou a dostřel se zastavil na 30 km. Po rozpadu ČSFR projekt pokračoval pod modernizací Zuzana.
- Zuzana – modernizovaná verze houfnice ráže 155 mm, nový systém řízení palby, jsou zde instalovány výmetnice zadýmovacích granátů. Do výzbroje slovenské armády vstoupila první ShKH Zuzana v roce 1997.
- Zuzana T-72 M1 – verze má umístěnou věž na podvozku tanku T-72.
- Zuzana T-72 A40 Himalaya – upravená verze na podvozku tanku T-72 s uzavřenou věží.
- Modan – 152 mm samohybná kanónová houfnice – modernizační balík pro systém DANA z roku 1999 obsahoval výkonný palubní počítač a počet členů posádky klesl na 4.

## Ostatní technické údaje
ShKH vz. 77 Dana
- Ráže 152,4 mm
- Počáteční rychlost střely 693 m/s
- Zákluz
  - maximální 1 300 mm
  - minimální 750 mm
- Maximální dostřel dálkovým granátem 20 000 m
- Maximální dostřel 18 700 m
- Minimální dostřel 4 600 m
- Rozsah náměru −4° až + 70°
- Rozsah odměru +220°
- Rozsah odměru při nepřímé střelbě +−45°
- Bojová rychlost střelby
  - při automatickém nabíjení 4 výstřely/min
  - při ručním nabíjení 2 výstřely/min
- Množství granátů v nabíjecím automatu 36 ks
- Počet vezených nábojů 40–60 ks
- Délka houfnice s hlavní vpřed 11 156 mm
- Délka korby 8 870 mm
- Šířka houfnice 3 000 mm
- Světlá výška nad terénem 410 mm
- Rozchod
  - přední nápravy 2 000 mm
  - zadní nápravy 1 950 mm
- Rozvor náprav 1 650 + 2 970 + 1 450 mm
- Výška houfnice (bez kulometu) 3 350 mm
- Výška houfnice (s kulometem) 3 530 mm
- Hmotnost houfnice
  - včetně 40 nábojů 28 100 kg
  - včetně 60 nábojů 29 250 kg
- Maximální rychlost
  - na zpevněných komunikacích 80 km/h
  - na polních cestách 35 km/h
  - v terénu 25 km/h
- Jízdní dosah až 740 km
- Brodivost 1 400 mm
- Maximální úhel stoupání 60°
- Maximální úhel bočního sklonu 30°
- Počet členů posádky 4 + 1

## Uživatelé

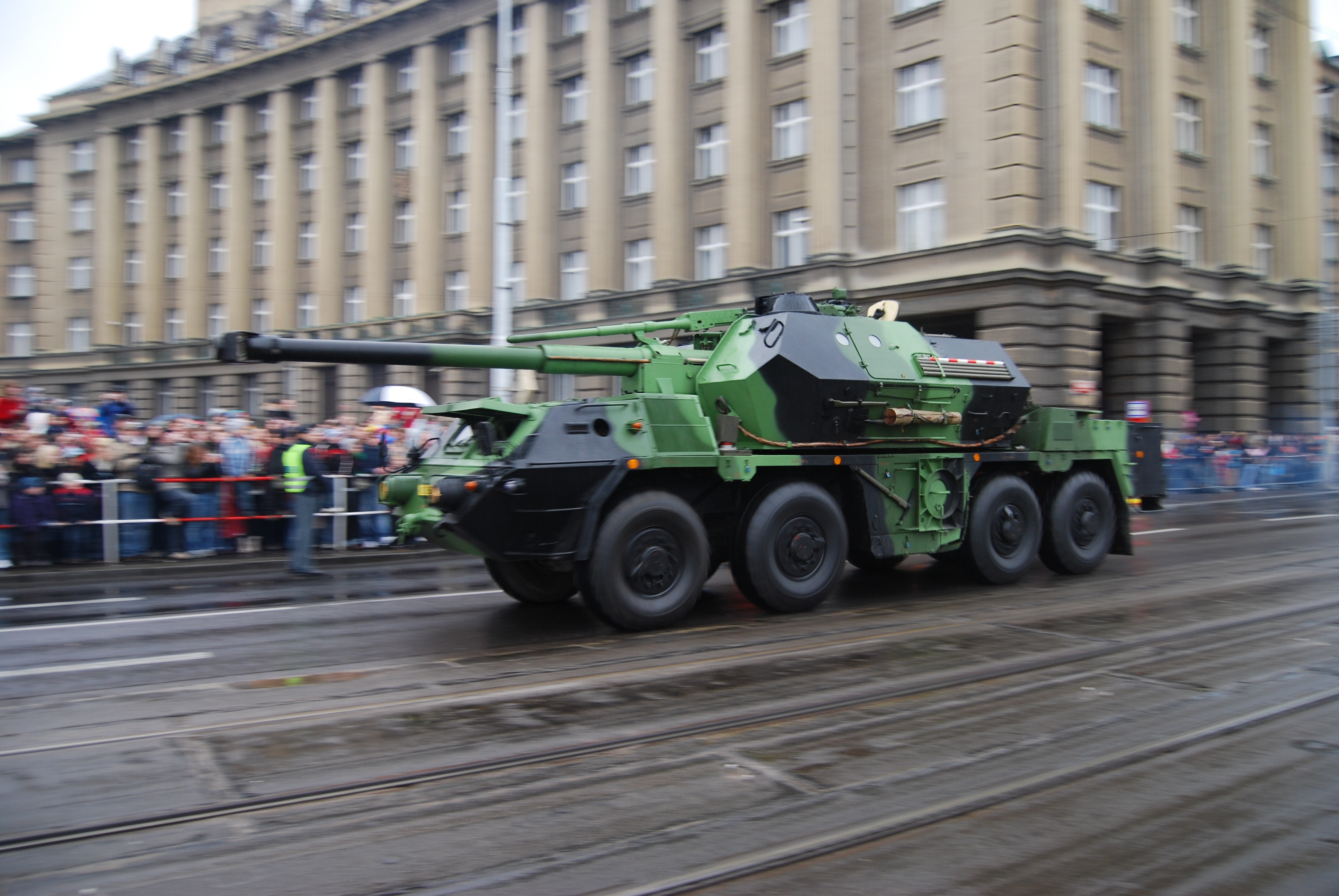
Houfnice Dana
ve výzbroji Armády České republiky

### Současní uživatelé
- Ázerbájdžán – neznámé množství DANA M1
- Česko – asi 53 ks vz. 77 (k 1. lednu 2023) z původních 273
- Libye – 5 ks vz. 77
- Polsko – 111 ks vz. 77 [4]
- Slovensko – 135 ks vz. 77 a 16 ks M2000
- Gruzie – 47 ks vz. 77 dodaných z Česka roku 2004
- Kypr – 12 ks M2000G Zuzana přes Řecko
- Ukrajina - v roce 2020 bylo oznámeno, že Ukrajina zakoupí české houfnice DANA M2 v počtu 26 vozidel [5] Několik houfnic vz. 77 obdrženo darem z Česka v roce 2022.[6] Dle nezávislého webu Oryx ztratila Ukrajina k březnu 2024 dle volně dostupné fotodokumentace nejméně 1 Danu a další tři byly poškozeny.[7]

### Bývalí uživatelé
- Československo – 408 ks, převedeny na následnické země.
- SSSR – 108 ks[8]